# Марція Аврелія
Марція Аврелія Цейонія Деметрія (Marcia Aurelia Ceionia Demetrias, нар. д/н — пом. 193) — наложниця римського імператора Коммода, одна з організаторів його вбивства.

## Життєпис
Донька Марка Аврелія Сабініана, який був вільновідпущеником імператора Луція Вера. Її вихователем був євнух Гіацинт, що сповідував християнство. Тому вважається, що Марція також сприйняла цю віру. Згодом стала коханкою впливового сенатора Марка Уммідія Квадрата Анніана, небожа імператора Марка Аврелія.
У 182 році, після страти Уммідія Квадрата, стала наложницею імператора Коммода. Марція стала фактично дружиною останнього, законну дружину Коммода — Брутію Криспіну — було заслано. Згодом Марція Аврелія зуміла стати дуже впливовою на імператора. Завдяки цьому змогла допомогти Віктору, єпископу Риму, у звільненні християн з копалень Сардинії.
Власним коштом Марція відновила міські лазні в Анагнії (сучасне м. Ананьї, Італія). Також сплачувала магістратам по 5 денаріїв, службовцям — по 2, мешканцям — по 1.
Наприкінці 192 року Коммод вирішив виступити на арені цирку в ролі гладіатора. Марція намагалася вмовити його цього не робити. Зрештою вони погиркалися. Незабаром після цього Марція довідалася, що Коммод планує стратити її та декількох своїх слуг, зокрема префекта преторія Квінта Емілія Лета. Тоді вона організувала змову проти Коммода. Спочатку Марція намагалася отруїти імператора, проте невдало. Тоді змовники запросили атлета Нарцисса, який задушив Коммода. Це сталося 31 грудня 192 року.
Після вбивства Коммода, змовники на чолі з Марцією, колишнім слугою імператора Еклектом, Квінтом Емілієм Летом домоглися здобуття трону військовим Пертінаксом. Після цього Марція вийшла заміж за Еклекта. Втім, за три місяці Пертінакса було вбито. Новий імператор Дідій Юліан спочатку наказав стратити Еклекта, а потім Марцію.